# Good Posture
Good Posture ist eine US-amerikanische Tragikomödie von Dolly Wells, die am 27. April 2019 beim Tribeca Film Festival ihre Premiere feierte.

## Handlung
Die Mitte zwanzigjährige Lillian ist selbstsüchtig, wie es nur ein privilegierter Hochschulabsolvent sein kann, zugleich aber auch ziellos, wie viele der Millennials. Sie kommt in der Bedford–Stuyvesant-Neighborhood in Brooklyn bei der berühmten, zurückgezogen lebenden Schriftstellerin Julia Price und deren Mann Don unter, einem aufstrebender Musiker und Songwriter, der jedoch ihrem Vater noch einen Gefallen schuldet. Julia ist nicht begeistert, und Lillians Anwesenheit sorgt für Spannungen in ihrer Ehe. Schnell verschwindet Don und lässt die beiden Frauen allein zurück. Weil die Autorin den ganzen Tag arbeitet und nur selten ihr Zimmer verlässt, kommunizieren die Frauen über ein Tagebuch miteinander, in dem sie sich gegenseitig Notizen hinterlassen. Lillian trägt Julias Kleider. Ihr Vater Neil lebt mit seiner neuen Freundin in Paris und antwortet nie auf die Nachrichten, die ihm seine Tochter sendet. Er scheint zu glauben, dass er seine Pflicht tut, wenn er Geld überweist oder Lillian hilft, wenn sich sein Kind in einer Zwangslage befindet.
Obwohl sie noch keines von Julias Büchern gelesen hat, interviewt Lillian sie gemeinsam mit ihrem neuen Bekannten Nate und dem Kameramann Sol zu ihren Werken.

## Der Handlungsort Bedford–Stuyvesant
In dem New Yorker Viertel Bedford–Stuyvesant (kurz „Bed-Stuy“) leben heute etwa 134.000 Menschen aus den verschiedensten Nationen. Vor allem Afroamerikaner zog es in den 1920er und 30er Jahren in diesen Stadtteil in Brooklyn, gefolgt von Menschen aus der Karibik und Europäern. Bed-Stuy ist damit ähnlich multikulti wie das Nachbarviertel Bushwick. Laura Lewandowski von der dpa beschreibt die Bewohner von Bed-Stuy wie folgt: „Afroamerikaner, die vor ihren Häusern in Klappstühlen sitzen und Hip-Hop-Beats hören. Studenten, die in Skinnyjeans und mit Kaffeebecher über den Broadway schlendern. Künstler, die ihre Galerien zwischen Barber-Shops und trashigen Klamottenläden aufschlagen. Ein Treffpunkt derer, die scheinbar unbeeindruckt wirken von der Glamourwelt Manhattans. Die sich auf der Straße grüßen, sich gegenseitig die Tür aufhalten und mit einem Zwinkern das Kleingeld schenken.“

## Produktion

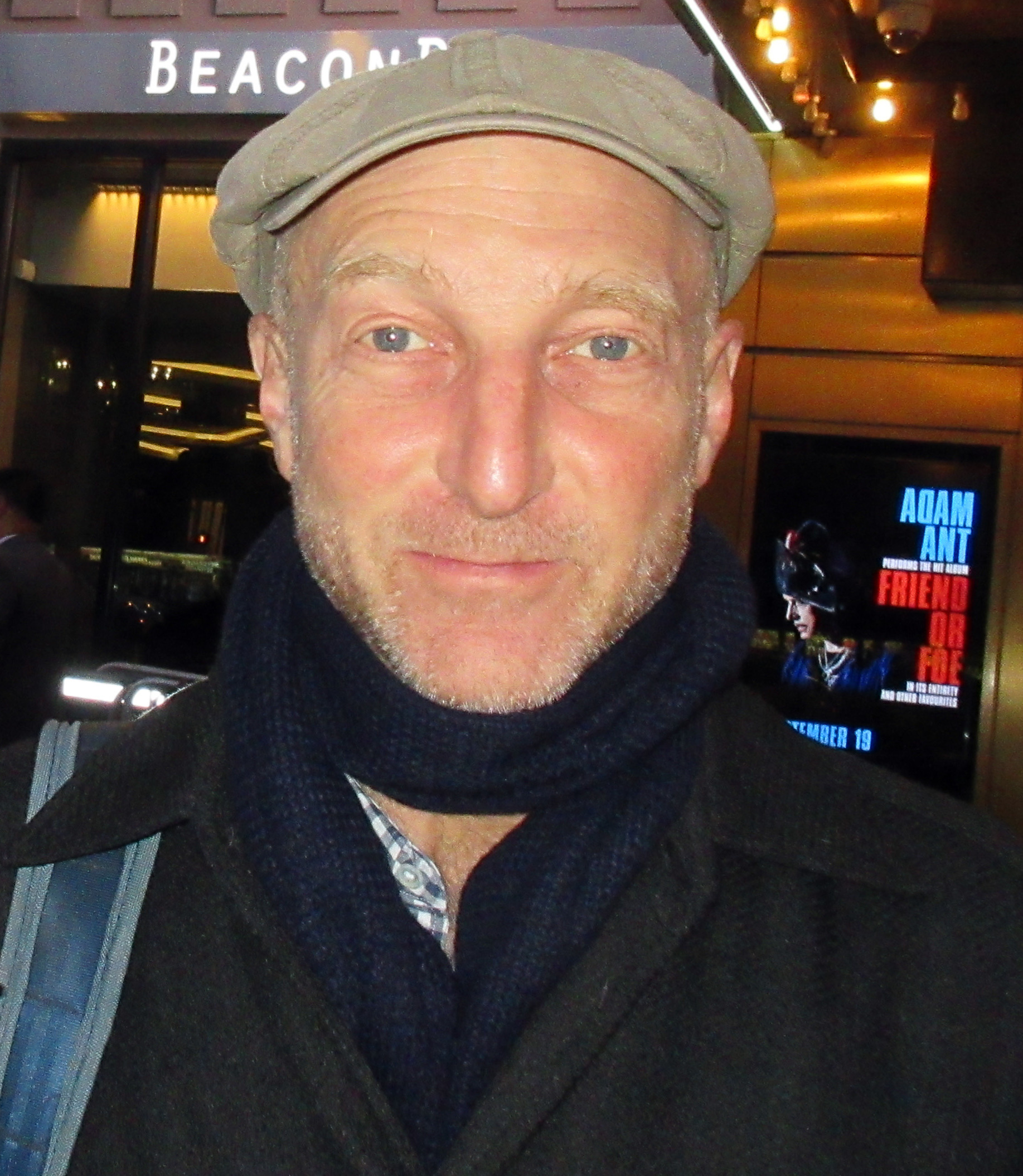
Jonathan Ames, hier beim Tribeca Film Festival im April 2019, hat im Film einen Cameoauftritt

Es handelt sich um das Regiedebüt von Dolly Wells, die auch das Drehbuch schrieb. Als Kameramann fungierte Ryan Eddleston. Das Szenenbild stammt von Charlotte Abbott, die Kostüme entwarf Emmanuelle Martin.
Die Hauptrolle von Lilian wurde mit Grace Van Patten besetzt. Emily Mortimer und Ebon Moss-Bachrach spielen das Künstlerehepaar Julia und Don Price, in deren Wohnung sie unterkommt. Norbert Leo Butz spielt Lillians Vater Neil. Der Kameramann Sol wird von John Early gespielt, sein Kollege Nate von Gary Richardson. Eine Reihe von Schriftstellern sind im Film in Cameoauftritten zu sehen, so Zadie Smith, Martin Amis und Jonathan Ames. Die Dreharbeiten fanden in Brooklyn statt und wurden Ende Dezember 2017 beendet.
Der Film wurde am 27. April 2019 beim Tribeca Film Festival erstmals gezeigt, wo er in der Sektion Spotlight Narrative vorgestellt wurde. Am 4. Oktober 2019 kam er in die Kinos im Vereinigten Königreich.

## Kritiken
Der Film konnte bislang 95 Prozent aller Kritiker bei Rotten Tomatoes überzeugen.